# Alpeost
Alpeost er ost fra eller med oprindelse i de Schweiziske Alper; men udtrykket bruges om vidt forskellige ostetyper og nogle gange uden den nødvendige tilknytning til Alperne.
I sin oprindelige betydning er alpeost en hård ost fremstillet af råmælk. Den fremstilles og forarbejdes på bjerggræsgange (sætere) i Alperne i sommermånederne.
Schabziger er en hård keglestubformet komælksost, som har været fremstillet i kantonen Glarus i Schweiz siden middelalderen. Den er farvet grøn med planten mølurt.
I Danmark møder vi især udtrykket grøn alpeost om en ost, der er farvet med finmalet stenkløver-urt.
Alpeost af mærket Buko® er en smelteost med urter. Der er ikke belæg for tilknytning til Alperne eller Schweiz.